# Samarone Lima de Oliveira
Samarone Lima de Oliveira (Crato, 3 de maio de 1969) é um jornalista e poeta brasileiro. 
Vive no Recife desde 1987. Fez mestrado em Integração Latino-Americana na USP, com uma dissertação sobre a ação do grupo Clamor. Foi duas vezes finalista do Prêmio Jabuti: na categoria Reportagem, com Viagem ao Crepúsculo, relato de sua viagem a Cuba, e na categoria Poesia, com A Praça Azul & Tempo de Vidro. Seu segundo livro de poesias, O Aquário Desenterrado, ganhou o Prêmio Alphonsus de Guimaraens.

## Obras

### Reportagem
- Zé (1998)
- Clamor (2003)
- Viagem ao Crepúsculo (2010)

### Crônicas
- Estuário (1995)
- Trilogia das Cores (2013)

### Poesia
- A Praça Azul & Tempo de Vidro (2012)
- O Aquário Desenterrado (2014)